# Edgard Franco
Edgard Franco (São Paulo, 18 de agosto de 1937 — São Paulo, 20 de maio de 1996) foi um ator brasileiro.
Sua carreira artística começou em cinema, no filme Tristeza do Jeca, em 1961. Na televisão, começou fazendo a versão simplificada de A Muralha, na TV Cultura. Voltou ao cinema, fazendo Casinha Pequenina, O Puritano da Rua Augusta, Mistério do Taurus.
Na TV Excelsior, que despontava em São Paulo com grande produções, atuou em novelas. Também trabalhou na Bandeirantes e na TV Tupi, onde participou de cerca de 12 novelas, além da Rede Globo de Televisão, TV Bandeirantes, TV Cultura, SBT, e CNT.
Morreu no dia 20 de maio de 1996 vitimado por um infarto fulminante.

## Carreira

### No cinema
| Ano  | Título                              | Personagem                |
| ---- | ----------------------------------- | ------------------------- |
| 1990 | A Rota do Brilho                    | Senador                   |
| 1987 | O Dia do Gato                       | Baltazar                  |
| 1984 | O Delicioso Sabor do Sexo           | Ed                        |
| 1983 | O Início do Sexo                    | Paulo                     |
| 1981 | As Meninas de Madame Laura          | Miro                      |
| 1981 | Amélia, Mulher de Verdade           | Chico                     |
| 1980 | Os Três Mosqueteiros Trapalhões     | Turcão                    |
| 1980 | A Mulher Que Inventou o Amor        | —                         |
| 1980 | Os Pankekas e o Calhambeque de Ouro | Asdrúbal                  |
| 1979 | Os Trombadinhas                     | Eusébio                   |
| 1979 | A Noite dos Imorais                 | Gugu                      |
| 1979 | Bandido, Fúria do Sexo              | Romão                     |
| 1979 | Paixão de Sertanejo                 | Fragose                   |
| 1978 | A Força do Sexo                     | Dirceu                    |
| 1978 | Na Violência do Sexo                | Rodrigo                   |
| 1977 | Pensionato das Vigaristas           | —                         |
| 1977 | Escola Penal de Meninas Violentadas | Policial                  |
| 1977 | Jecão, um Fofoqueiro no Céu         | Robertão                  |
| 1976 | Já não Se Faz Amor como antigamente | Lúcio                     |
| 1975 | Kung Fu contra as Bonecas           | Capataz                   |
| 1973 | Um Caipira em Bariloche             | Zé Luís, marido de Marina |
| 1972 | Nua e Atrevida                      | Gil                       |
| 1972 | Pânico no Império do Crime          | —                         |
| 1972 | Geração em Fuga                     | Bebeto                    |
| 1966 | Três Histórias de Amor              | —                         |
| 1965 | O Puritano da Rua Augusta           | Filho de Punduroso        |
| 1965 | O Mistério do Taurus                | Rogério                   |
| 1963 | Casinha Pequenina                   | Pulso de Ferro            |
| 1961 | Tristeza do Jeca                    | Pretendente de Maria      |

### Na televisão
| Ano  | Título                      | Personagem      | Notas     |
| ---- | --------------------------- | --------------- | --------- |
| 1996 | A Última Semana             | —               | CNT       |
| 1995 | Sangue do Meu Sangue        | Quim            | SBT       |
| 1984 | Meus Filhos, Minha Vida     | Ed              | SBT       |
| 1983 | Maçã do amor                | Adolfo          | SBT       |
| 1983 | A Ponte do Amor             | Celso           | SBT       |
| 1982 | Ninho da Serpente           | Romeu           | Band      |
| 1982 | O Coronel e o Lobisomem     | Jordão Tibiriçá | Cultura   |
| 1981 | Partidas Dobradas           | Plínio          | Cultura   |
| 1981 | Rosa Baiana                 | Ivan            | Band      |
| 1981 | Os Imigrantes               | Militar         | Band      |
| 1980 | Chega Mais                  | Pablo           | TV Globo  |
| 1978 | O direito de nascer         | Osvaldo         | Tupi      |
| 1977 | Éramos Seis                 | Almeida         | Tupi      |
| 1976 | O Julgamento                | Gilberto Olinto | Tupi      |
| 1975 | Um dia, o amor              | Bento           | Tupi      |
| 1975 | Ovelha Negra                | Samuel          | Tupi      |
| 1974 | A Barba Azul                | Maurício Moraes | Tupi      |
| 1974 | O Machão                    | Celso           | Tupi      |
| 1973 | Mulheres de Areia           | Wanderley       | Tupi      |
| 1972 | Jerônimo, o Herói do Sertão | Martins         | Tupi      |
| 1971 | Nossa filha Gabriela        | Laerte          | Tupi      |
| 1970 | O Meu Pé de Laranja Lima    | Ricardo         | Tupi      |
| 1969 | João Juca Jr.               | —               | Tupi      |
| 1969 | Era Preciso Voltar          | André           | Band      |
| 1968 | Os Diabólicos               | —               | Excelsior |
| 1968 | O Terceiro Pecado           | Otávio          | Excelsior |
| 1968 | Os Tigres                   | —               | Excelsior |
| 1968 | A Muralha                   | Thiago          | Excelsior |
| 1967 | Os Fantoches                | Joel            | Excelsior |
| 1966 | A Pequena Karen             | Lawrance        | Excelsior |
| 1966 | Abnegação                   | Marcos          | Excelsior |
| 1965 | Aquele Que Deve Voltar      | Carlos          | Excelsior |
| 1965 | Eu Quero Você               | Álvaro          | Excelsior |
| 1965 | A Indomável                 | Arquimedes      | Excelsior |
| 1961 | A Muralha                   | Aimbé           | Cultura   |

## Teatro[6]
- 1992 - Luz Del Fuego
- 1976 - Alegro Desbum
- 1971/1972 - Castro Alves Pede Passagem
- 1964 - A Pena e a Lei
- 1964 - Círculo de Champanhe
- 1963 - M.M.Q.H. - Muito Mais Que Hidrogênio
- 1963 - A Idade dos Homens